# Alchemilla sect. Coriaceae
Alchemilla sect. Coriaceae ist eine der 13 europäischen Sektionen der Gattung Frauenmantel (Alchemilla). Die meisten Arten wurden früher in der Artengruppe Alchemilla vulgaris agg. geführt.
Diese Sektion besteht aus Hybriden zwischen den Sektionen Erectae, Ultravulgares und Pentaphylleae, besitzt also drei Elternsektionen. Ihre Merkmale setzen sich aus den Merkmalen der Elternsektionen zusammen.

## Merkmale
Die Arten der Sektion sind große bis kleine, meist eher kahle, weiche Pflanzen von graugrüner Farbe. Ihre Hauptachse ist häufig sehr dick und kurzlebig. Selten wachsen sie als Halbstrauch. Die Stängel sind selten zu monopodialen Erneuerungssprossen umgebildet.
Das Primärblatt ist fünf-, seltener dreilappig und meistens tiefer geteilt als bei der Sektion Alchemilla. Die Nebenblätter sind häufig denen der Sektion Pentaphylleae ähnlich: sie sind häufig weiß und dicklich, ihre Öhrchen ganzrandig und rund bis spitz. Am Blattstiel sind sie oft etwa einen Millimeter getrennt voneinander eingefügt. Der Tuteneinschnitt ist häufig ein bis fünf Millimeter tief, kann bei einigen Arten auch über zehn Millimeter tief sein. Die Blattzähne sind manchmal grob oder lang. Die Leitbündel im Blattstiel können kollateral sein und sind meist wenig sklerenchymatisch.
Der Stängel ist meist aufsteigend oder niederliegend. Am untersten Stängelblatt ähneln die Nebenblätter oft denen der grundständigen Blätter. Zusätzlich sind sie seitlich spreizend, oft auch sichelig oder zungig bis seitlich-aufrecht, und tragen auch Zähne.
Der Blütenstand ist meist vielblütig und erinnert an die Sektion Erectae. Er besteht aus bis zu 1000 Blüten. Bei einigen Arten ist er aber schmal und armblütig. Die einzelnen Monochasien sind meist etwas scheindoldig. Die Blüten sind grün bis gelb und sind häufig purpurn überlaufen. Der Kelchbecher hat oft eine kreiselförmige Gestalt, ist meist kahl und in reifem Zustand oben wenig verengt. Die Außenkelchblätter sind in der Regel ziemlich groß, bei wenigen Arten allerdings sehr klein bis fehlend. Die Staubfäden setzen mit einer breiten Basis an, die bis zu 0,4 Millimeter breit ist. Die Blüte trägt manchmal zwei anstatt des üblichen einen Fruchtblatts. Die Nüsschen ragen häufig weit aus dem Kelchbecher heraus.
Die Chromosomen sind bei den Arten mit groben und/oder wenigen Blattzähnen teilweise hantelförmig, was ein Merkmal der Pentaphylleae-Elternsektion ist.

## Verbreitung
Die Sektion kommt in Eurasien vor, wobei die Verbreitung östlich von Mittelasien unzureichend bekannt ist. Darüber hinaus gibt es auch einige wenige Arten in Grönland und in Nordamerika.
Die Pflanzen der Sektion sind meist hygrophil und bodenvag. Die meisten Arten kommen auf eher nährstoffärmeren Böden vor. Viele Arten kommen in Quellfluren und an den Ufern kleinerer Fließgewässer besonders der alpinen und subalpinen Höhenstufe vor. Auf Schneeböden kommen besonders diejenigen Arten der Sektion vor, die im Habitus der Sektion Pentaphylleae nahestehen.

## Systematik
Die Zuordnung der Arten zur Sektion folgt Fröhner (1995), wobei Änderungen der Sektionszuordnung und neue Arten aus Fischer (2008) übernommen wurden:
- Spitzzähniger Frauenmantel (Alchemilla acuminatidens)
- Spießzahn-Frauenmantel (Alchemilla acutidens)
- Baltischer Frauenmantel (Alchemilla baltica)
- Umstritten-Frauenmantel (Alchemilla controversa)
- Ledriger Frauenmantel (Alchemilla coriacea)
- Kurz-Frauenmantel (Alchemilla curta)
- Niedergedrückt-Frauenmantel (Alchemilla demissa)
- Verschiedenlappen-Frauenmantel (Alchemilla diversiloba)
- Fester Frauenmantel (Alchemilla firma)
- St.-Bernhard-Frauenmantel (Alchemilla fissimima)
- Gelblaub-Frauenmantel (Alchemilla flavicoma)
- Krummstengeliger Frauenmantel (Alchemilla flexicaulis)
- Kälte-Frauenmantel (Alchemilla frigens)
- Galkinas Frauenmantel (Alchemilla galkinae)
- Knäuel-Frauenmantel (Alchemilla glomerulans)
- Eingeschnittener Frauenmantel (Alchemilla incisa)
- Unschöner Frauenmantel (Alchemilla inconcinna)
- Leute-Frauenmantel (Alchemilla leutei)
- Longa-Frauenmantel (Alchemilla longana)
- Langstieliger Frauenmantel (Alchemilla longiuscula)
- Vielzipfeliger Frauenmantel (Alchemilla multidens)
- Norisch-Frauenmantel (Alchemilla norica)
- Othmars Frauenmantel (Alchemilla othmarii)
- Pampaninis Frauenmantel (Alchemilla pampaniniana)
- Quellmoos-Frauenmantel (Alchemilla philonotis)
- Veitsch-Frauenmantel (Alchemilla platygyria)
- Halbbehaarter Frauenmantel (Alchemilla semihirta)
- Halbgeteilt-Frauenmantel (Alchemilla semisecta)
- Offenbuchtiger Frauenmantel (Alchemilla sinuata)
- Sparriger Frauenmantel (Alchemilla squarrulosa)
- Gestutzter Frauenmantel (Alchemilla trunciloba)
- Welliger Frauenmantel (Alchemilla undulata)
- Westermaiers Frauenmantel (Alchemilla westermaieri)
- Wichuras Frauenmantel (Alchemilla wichurae)

## Belege
Soweit nicht unter Einzelnachweisen angegeben, basiert der Artikel auf folgenden Unterlagen:
- Sigurd Fröhner: Alchemilla. In: Hans. J. Conert u. a. (Hrsg.): Gustav Hegi. Illustrierte Flora von Mitteleuropa. Band 4 Teil 2B: Spermatophyta: Angiospermae: Dicotyledones 2 (3). Rosaceae 2. Blackwell 1995, S. 70. ISBN 3-8263-2533-8